# Carina Plath
Carina Plath (* 1966 in Münster) ist eine deutsche Kunsthistorikerin und Kuratorin/stellvertretende Direktorin; bis 2009 Direktorin des Westfälischen Kunstvereins und seit 2010 Kuratorin des Sprengelmuseums in Hannover.

## Leben
Carina Plath studierte Kunstgeschichte, Klassische Archäologie und Romanistik in Münster, Bologna, München und Bochum. Sie promovierte zum offenen Werkbegriff der Räume von Maria Nordman und der südkalifornischen Kunst der 1970er Jahre an der Ruhr-Universität Bochum. Von 1999 bis 2001 absolvierte sie die Curatorial Studies am Bard College in New York.
Von 1994 bis 2005 lehrte sie als Dozentin an den Universitäten in Wuppertal, in Berlin und in Graz sowie an der Akademie der Bildenden Künste München. Ab 2005 war Plath als Kuratorin für Gegenwartskunst am Westfälischen Landesmuseum für Kunst- und Kulturgeschichte in Münster tätig.
Seit 2010 ist sie stellvertretende Direktorin und Kuratorin für Malerei und Skulptur am Sprengel Museum Hannover. 2007 war sie (mit Kasper König und Brigitte Franzen) Kuratorin der Skulptur.Projekte, Münster.
Plath ist verheiratet mit dem Kunsthistoriker Olaf Peters.

## Werke (Auswahl)
- Mit Wilhelm Sasnal, Beatrix Ruf: Night Day Night. Hatje Cantz Verlag, 2004, ISBN 3-7757-9177-9.
- Mit Olga Kopenkina, Jill Winder: Die Aufgabe der Zeit: IRWIN. Westfälischer Kunstverein, 2003, ISBN 3-925047-51-4.
- Mit  Pascal Beausse: formal social. Westfälischer Kunstverein, 2002, ISBN 3-925047-49-2.
- Mit Hans Theys, Christine Macel, Peter Weiermair: Michel François: Carnet d’expositions 1999-2002. Westfälischer Kunstverein, 2003, ISBN 3-925047-50-6.

Besprechungen im Kunstbulletin:
- Mai 2000: New York : 2000 Biennial Exhibition.
- September 1999: Stephen Shore in der SK Stiftung Kultur.
- Januar 1999: free time.
- April 1998: Bochum : Lucinda Devlin in der Galerie m.
- Januar 1998: Münster : Felix Stephan Huber in der Städtischen Ausstellungshalle Am Hawerkamp.

## Rezensionen
„Plath gilt als international ausgewiesene Kennerin der zeitgenössischen Kunst...“